# گل‌دهی

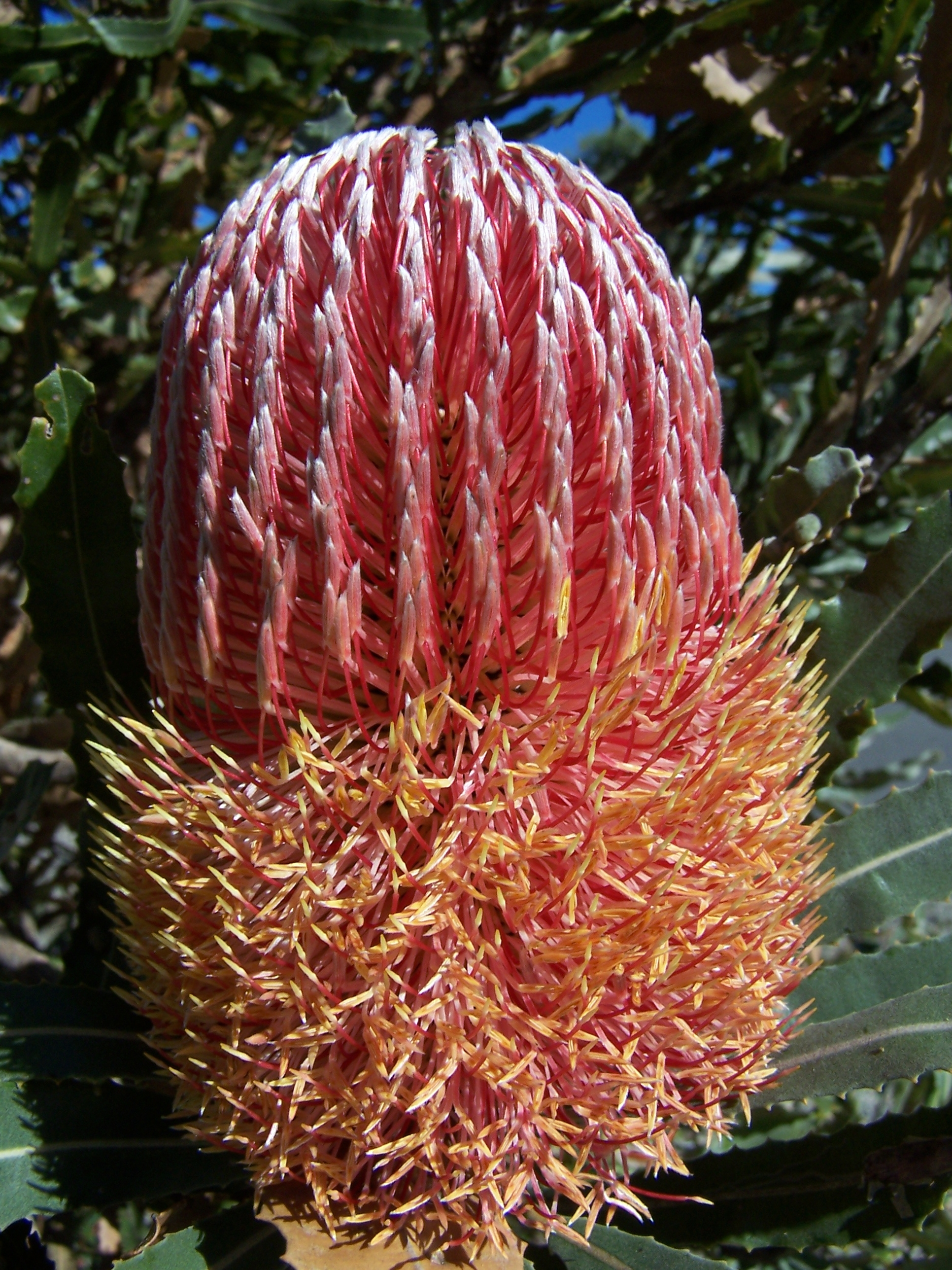
گل‌دهی متوالی تک تک گل‌ها در این گل‌آذین بانکسیای هیزمی آغاز شده است.

گل‌دهی (انگلیسی: Anthesis)، دوره‌ای است که در طی آن یک گل کاملاً باز و کاربردی است. ممکن است اشاره به شروع آن دوره نیز باشد.
شروع گل‌دهی در برخی گونه‌ها دیدنی است. برای نمونه، در گونه بانکسیا، گل‌دهی شامل گسترش سَبک بسیار فراتر از قسمت‌های گل‌پوش بالایی است. گل‌ها در گل‌آذین متوالی هستند، بنابراین هنگامی که سبک و گل‌آذین رنگهای متفاوتی دارند، نتیجه یک تغییر رنگ قابل‌توجه است که به تدریج در امتداد گل‌آذین قرار می‌گیرد.
گل‌هایی که گل‌دهی روزگرد دارند معمولاً رنگ‌های روشن دارند تا حشرات روزانه مانند پروانه‌ها را جذب کنند. گل‌هایی که گل‌دهی شب‌گرد دارند معمولاً سفید یا کم‌رنگ هستند و به‌همین دلیل تضاد شدیدتری با شب دارند. این گل‌ها معمولاً حشرات شبانه از جمله بسیاری از گونه‌های شب‌پره را جذب می‌کنند.